# 鞘卵沫蟬
鞘卵沫蟬（学名：Peuceptyelus coriaceus）为尖胸沫蟬科卵沫蟬屬下的一个种。